# El Racó (Gelida)
El Racó és una masia d'origen del segle xiv, molt reformada, avui dia enclosa al nucli de Gelida (a l'Alt Penedès) protegida com a bé cultural d'interès local. Arcades i portals a l'interior. Conforma un teló de fons paisatgístic. Fou l'origen del barri que se situa als peus del camí d'accés. Segurament al segle xvi s'hi feren reformes. Malgrat les reformes fetes al segle xix i XX a l'interior es conserva una arcada de mig punt. Hi ha diversos edificis annexos. Rellotge de sol de 1807.